# Torre del Pilón
El Pilón es una torre que corona la colina rocosa sobre la cual se levanta el casco urbano de Matet (Provincia de Castellón, España). 
Se trata de una construcción defensiva del siglo XI de estilo árabe, erigida cuando el antiguo poblado musulmán creció hasta alcanzar una importancia considerable. 
Tiene forma cilíndrica con base de seis metros de diámetro y una altura de trece metros. Se accede por una puerta situada a dos metros de altura. La fábrica es de mampostería.
La parte superior está rematada lateralmente con un muro defensivo.